# Dendrobium scotiiforme
Dendrobium scotiiforme är en orkidéart som beskrevs av Johannes Jacobus Smith. Dendrobium scotiiforme ingår i släktet Dendrobium, och familjen orkidéer. Inga underarter finns listade i Catalogue of Life.